# Orchidantha
Orchidantha N.E.Br., 1886 è un genere di piante angiosperme dell'ordine Zingiberales, unico genere della famiglia Lowiaceae Ridl., 1924.

## Tassonomia
Il genere comprende le seguenti specie:
- Orchidantha anthracina H.Ð.Trần, Luu & Škorničk.
- Orchidantha borneensis N.E.Br.
- Orchidantha chinensis T.L.Wu
- Orchidantha crassinervia P.Zou & X.A.Cai
- Orchidantha fimbriata Holttum
- Orchidantha foetida Jenjitt. & K.Larsen
- Orchidantha gigantea Škorničk. & A.Lamb
- Orchidantha grandiflora Mood & L.B.Pedersen
- Orchidantha holttumii K.Larsen
- Orchidantha inouei Nagam. & S.Sakai
- Orchidantha insularis T.L.Wu
- Orchidantha ismailii Škorničk. & A.Lamb
- Orchidantha jiewhoei Škorničk. & A.Lamb
- Orchidantha laotica K.Larsen
- Orchidantha lengguanii Škorničk.
- Orchidantha longiflora (Scort.) Ridl.
- Orchidantha lutescens Škorničk. & A.Lamb
- Orchidantha maxillarioides (Ridl.) K.Schum.
- Orchidantha megalantha Škorničk. & A.D.Poulsen
- Orchidantha micrantha Škorničk. & A.D.Poulsen
- Orchidantha nilusii Škorničk. & A.Lamb
- Orchidantha quadricolor L.B.Pedersen & A.Lamb
- Orchidantha ranchanensis Syauqina & Meekiong
- Orchidantha sabahensis A.Lamb & L.B.Pedersen
- Orchidantha sarawakensis Syauqina & Meekiong
- Orchidantha siamensis K.Larsen
- Orchidantha stercorea H.Ð.Tran & Škorničk.
- Orchidantha suratii L.B.Pedersen, J.Linton & A.Lamb
- Orchidantha ultramafica Škorničk. & A.Lamb
- Orchidantha vietnamica K.Larsen
- Orchidantha virosa Škorničk. & Q.B.Nguyen
- Orchidantha yunnanensis P.Zou, C.F.Xiao & Škorničk.